# Comte de Macclesfield

Couronne de comte britannique

Écu Parker, comtes de Macclesfield

Comte de Macclesfield (en. Earl of Macclesfield) est un titre de noblesse britannique, créé deux fois, la première dans la pairie d'Angleterre en 1679, puis la deuxième en 1721 dans la pairie de Grande-Bretagne, avec les titres supplémentaires de vicomte et baron Parker.

## Comte de Macclesfield (1recréation)
- 1679-1694 : Charles Gerard, 1er comte de Macclesfield
- 1694-1701 : Charles Gerard, 2e comte de Macclesfield
- 1701-1702 : Fitton Gerard, 3e comte de Macclesfield.

## Comte de Macclesfield (2ecréation)
- 1721–1732: Thomas Parker, 1e comte de Macclesfield
- 1732–1764: George Parker, 2e comte de Macclesfield
- 1764–1795: Thomas Parker, 3e comte de Macclesfield
- 1795–1842: George Parker, 4e comte de Macclesfield
- 1842–1850: Thomas Parker (en), 5e comte de Macclesfield
- 1850–1896: Thomas Augustus Wolstenholme Parker, 6e comte de Macclesfield[1]
- 1896–1975: George Loveden William Henry Parker, 7e comte de Macclesfield
- 1975–1992: George Roger Alexander Thomas Parker (en), 8e comte de Macclesfield
- depuis 1992 : Richard Timothy George Mansfield Parker (en), 9e comte de Macclesfield[2] ;
  - L'héritier présomptif aux titres familiaux est l'hon. David Parker, frère cadet du 9e comte.